# بيدرو غاراي
بيدرو غاراي (بالإسبانية: Pedro Garay)‏ هو لاعب كرة قدم باراغواياني في مركز الوسط، ولد في 19 أكتوبر 1961. شارك مع منتخب باراغواي لكرة القدم. أما مع النوادي، فقد لعب مع سيرو بورتينيو ونادي سبورتينغ كريستال ونادي ليبرتاد.

## وصلات خارجية
- بيدرو غاراي على موقع ناشيونال فوتبول تيمز (الإنجليزية)